# Vlašim (zámek)
Zámek Vlašim a jemu přilehlý zámecký park leží ve městě Vlašim v okrese Benešov Středočeského kraje. Sídlí v něm Muzeum Podblanicka.

## Zámek

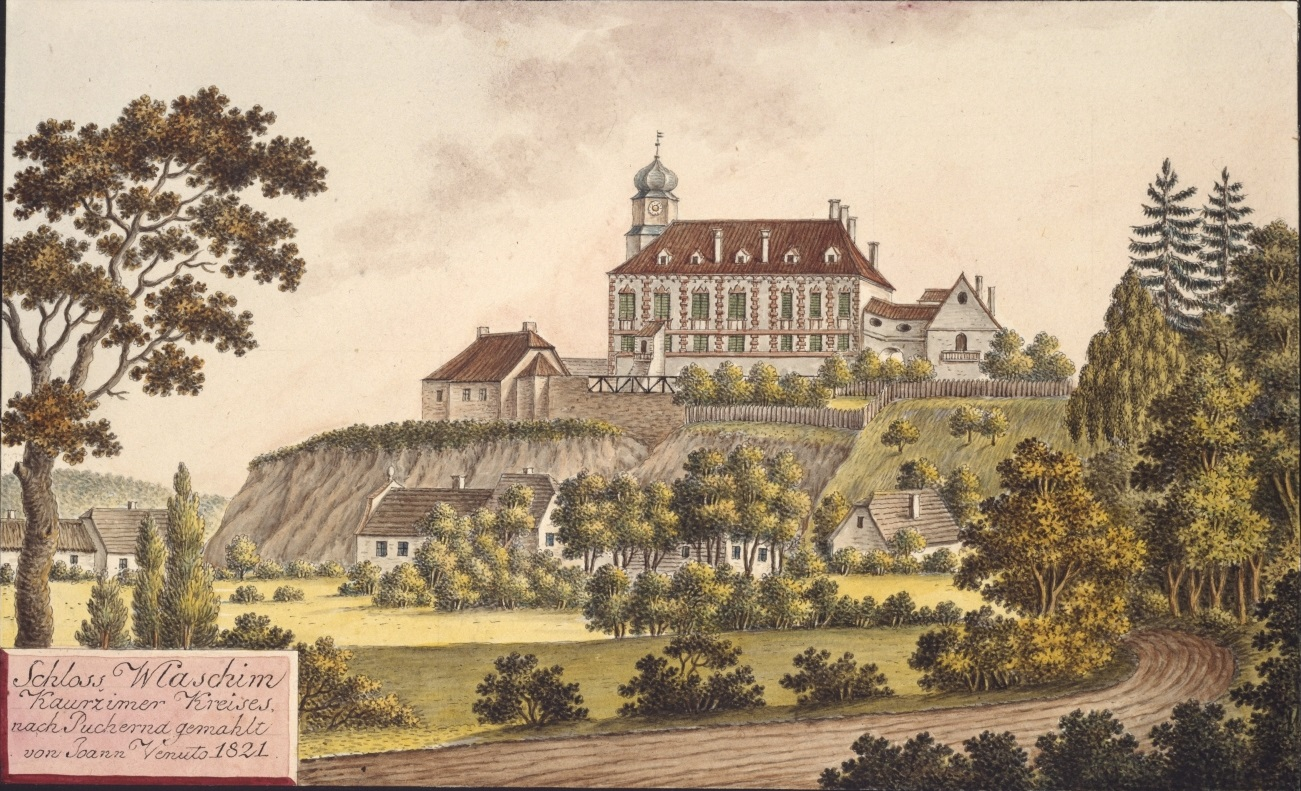
Podoba vlašimského zámku z roku 1821 podle Joanna Venuta

Zámek Vlašim vznikl řadou přestaveb gotického hradu z roku 1303 a reprezentativním sídlem se stal i díky druhému pražskému arcibiskupovi Janu Očkovi z Vlašimi.
K dalšímu velkému rozvoji došlo v 15. století za Trčků z Lípy. Kolem roku 1600 za Vostrovců z Kralovic byl hrad přestavěn na renesanční zámek.
V 19. století, kdy na zámku sídlila knížata z Auerspergu (do roku 1945), byl zámek změněn do dnešní podoby. Dnes se na zámku nachází Muzeum Podblanicka, ve kterém je k vidění výstava z historie zámku a parku, expozice S přesnou muškou o tradici střelectví a zbrojařství i s trofejemi exotických zvířat a Zrcadlo minulosti přibližující každodenní život předků. Návštěvníci mohou navštívit také zámecké sklepení, zámeckou kapli založenou Marií Josefou z Auerspergu roku 1771 a zámeckou věž, jíž lze využít jako rozhledny.
V srpnu 1992 zachvátil zámek požár, který zničil celé jeho jižní křídlo. Později prošel zámek mnohými rekonstrukcemi, které skončily v roce 2005. V jižním křídle zámku má v současnosti sídlo Střední odborná škola a Střední odborné učiliště Vlašim.
V zámku se nachází reprezentativní sál, který slouží ke konání svatebním obřadům a komorním koncertům.

## Park
Roku 1775 založil Karel Josef z Auerspergu, společně se svou ženou Marií Josefínou von Trautson, v nedalekém údolí říčky Blanice, která zde tvoří dva mednry, na místě tehdejší bažantnice a zámecké zahrady, anglický park. Park byl vystaven v geometrickém stylu a později se stále více a více rozrůstal a byly přidávány různé doplňky a dekorace. Z těchto se dochovaly např. Čínský pavilon, socha Samsona, či tři novogotické brány (Vlašimská, Domašínská a Znosimská). Vlašimská brána se stala symbolem města a v jejím interiéru se pod jménem Podblanické galerie v nynější době konají výstavy regionálních umělců.
V parku se nedochovaly: mešita, obelisk, grotta a Amorův templ v místním jezírku. Nachází se zde také dochovaná část ruin starého hradu.
Rozloha parku je 70 hektarů a svého času byl považován za nejkrásnější svého druhu v Čechách a i dnes se jedná o jeden z nejlépe zachovaných parků tohoto druhu ve střední Evropě.[zdroj?] V současné době se park využívá také k mnohým výstavám a nechybí zde ani restaurace.
Zámek a park jsou dnes veřejně přístupné, do některých jeho částí či budov je placeno vstupné. Je zde ke zhlédnutí sbírka rytin zobrazující dobová ztvárnění parku. Ve Vlašimské bráně se nachází galerie. Parkem prochází 3 km dlouhá naučná stezka nabízející informace o památkách ve Vlašimi a jejím okolí. V současné době prochází park mnoha rekonstrukcemi, v roce 2008 byla dokončena oprava Čínského pavilonu. Zámek i park jsou ve vlastnictví města Vlašimi.

## Galerie

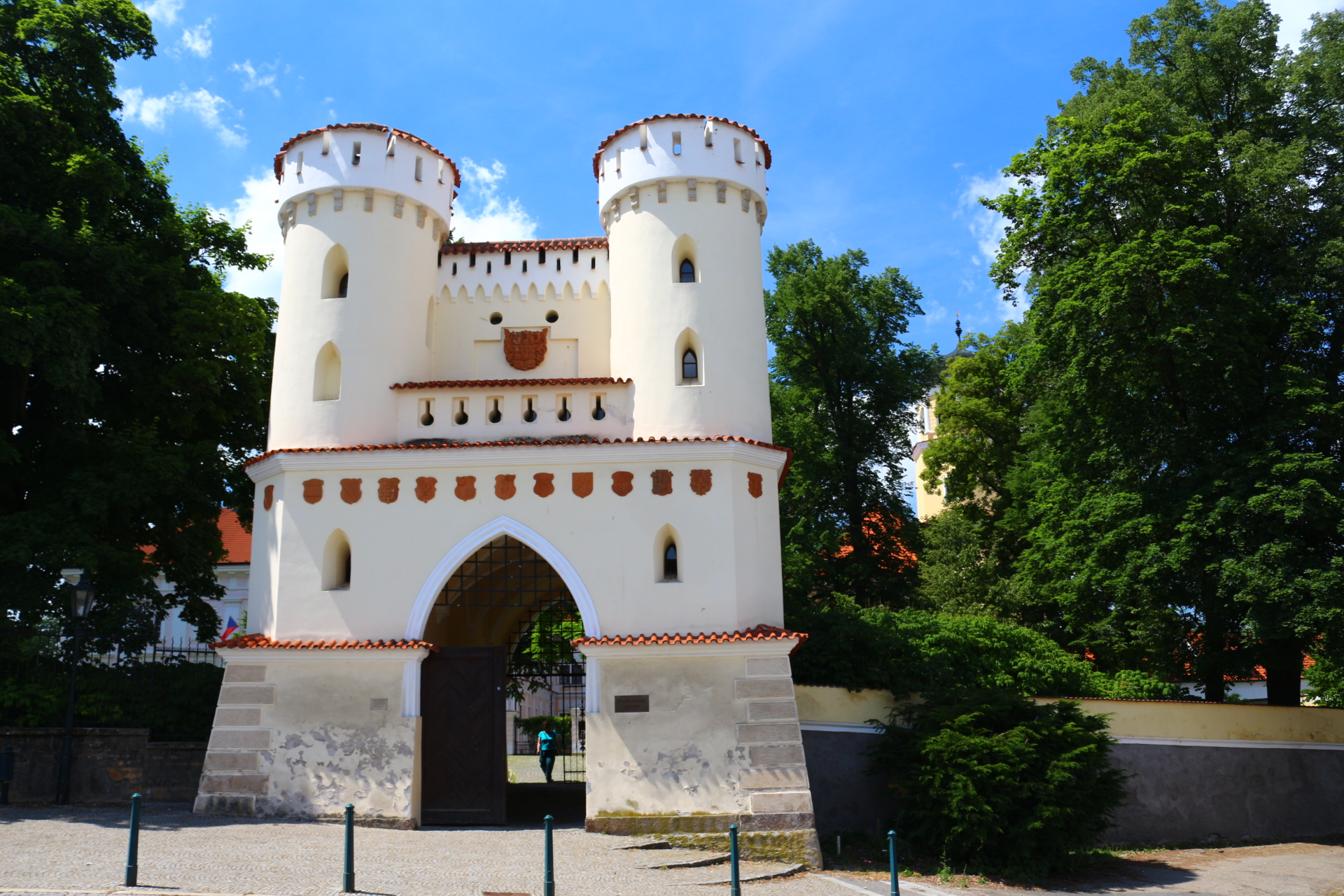
Vlašimská brána
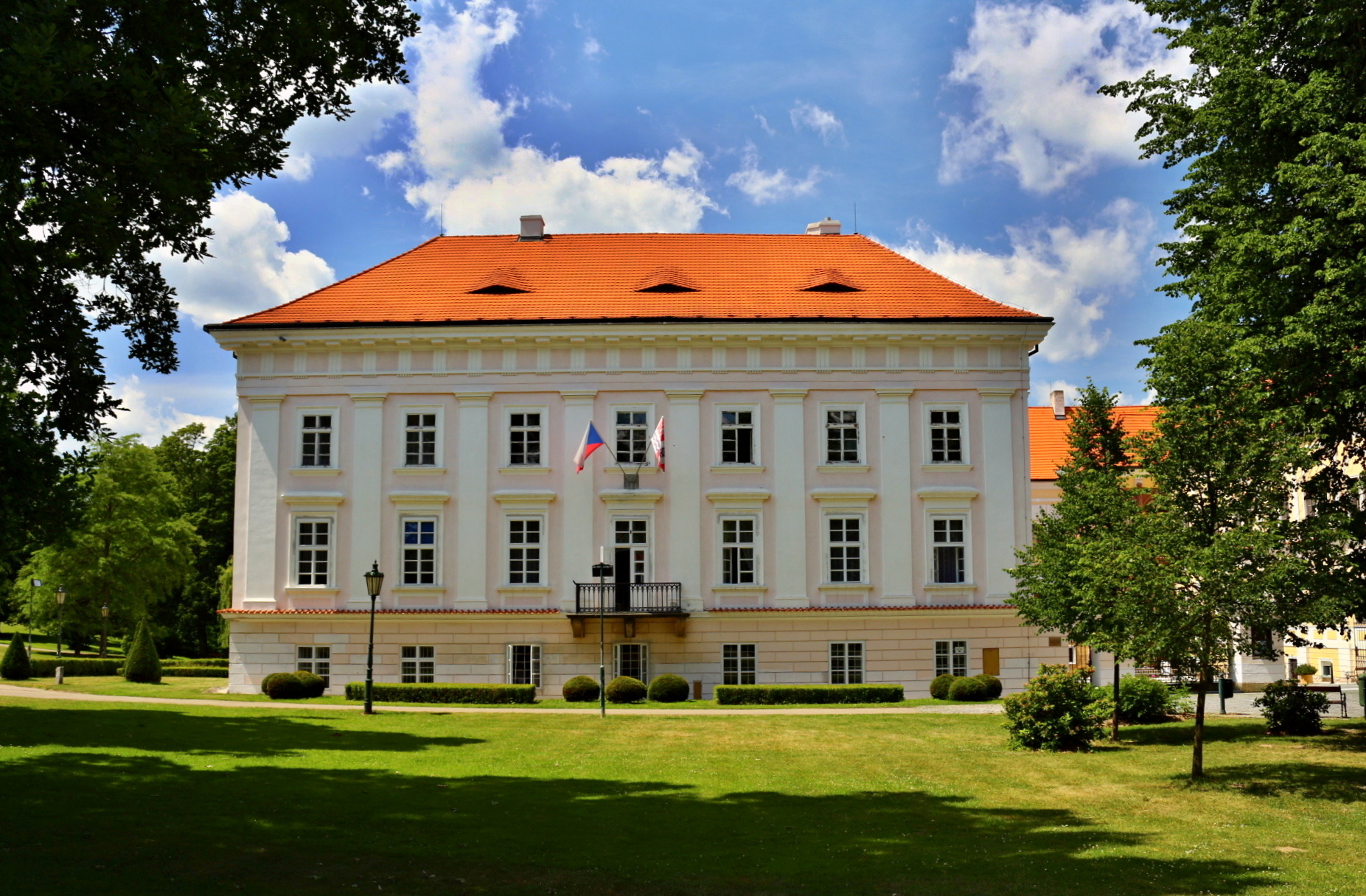
Jižní křídlo zámku
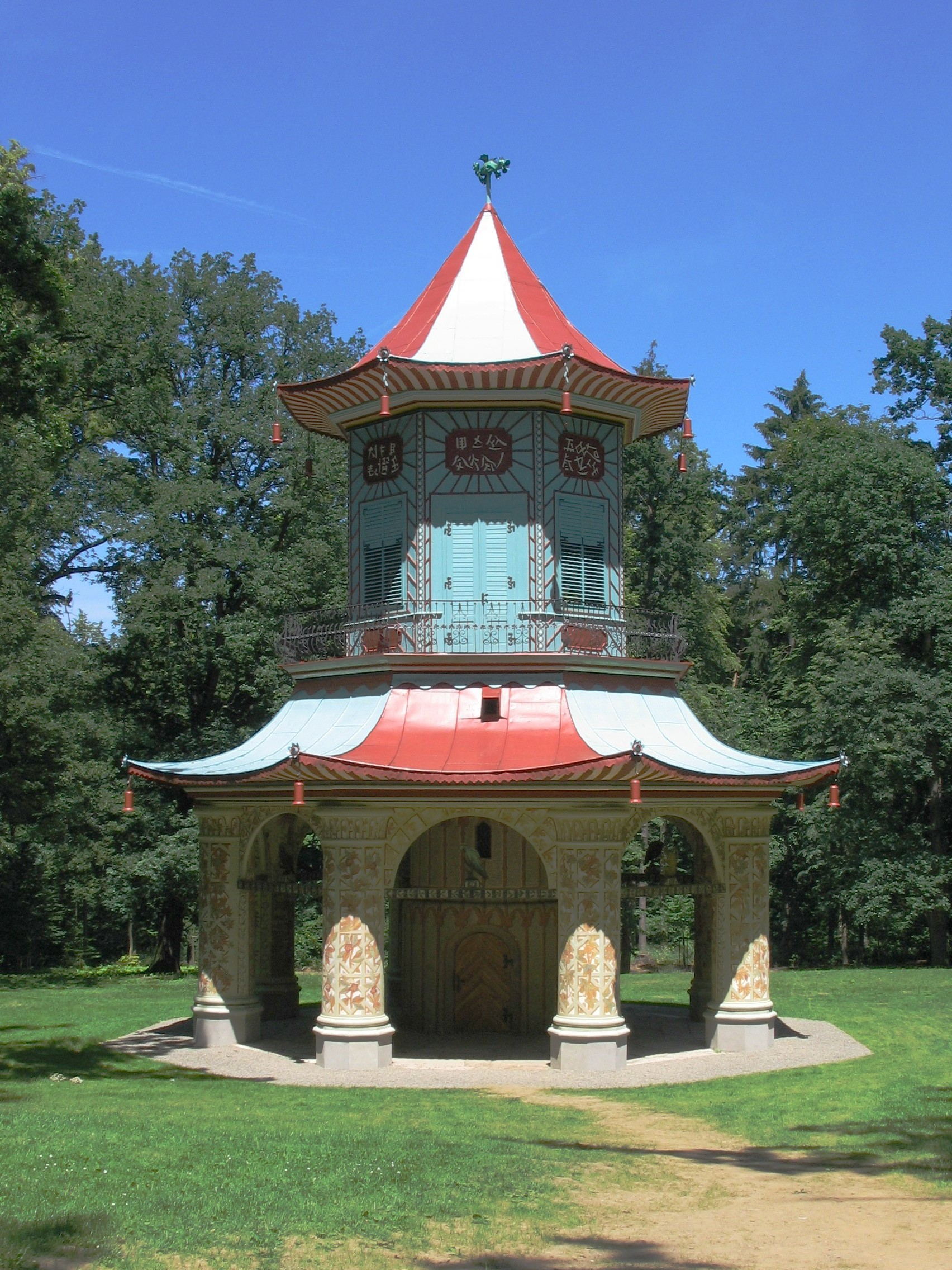
Čínský pavilón po rekonstrukci
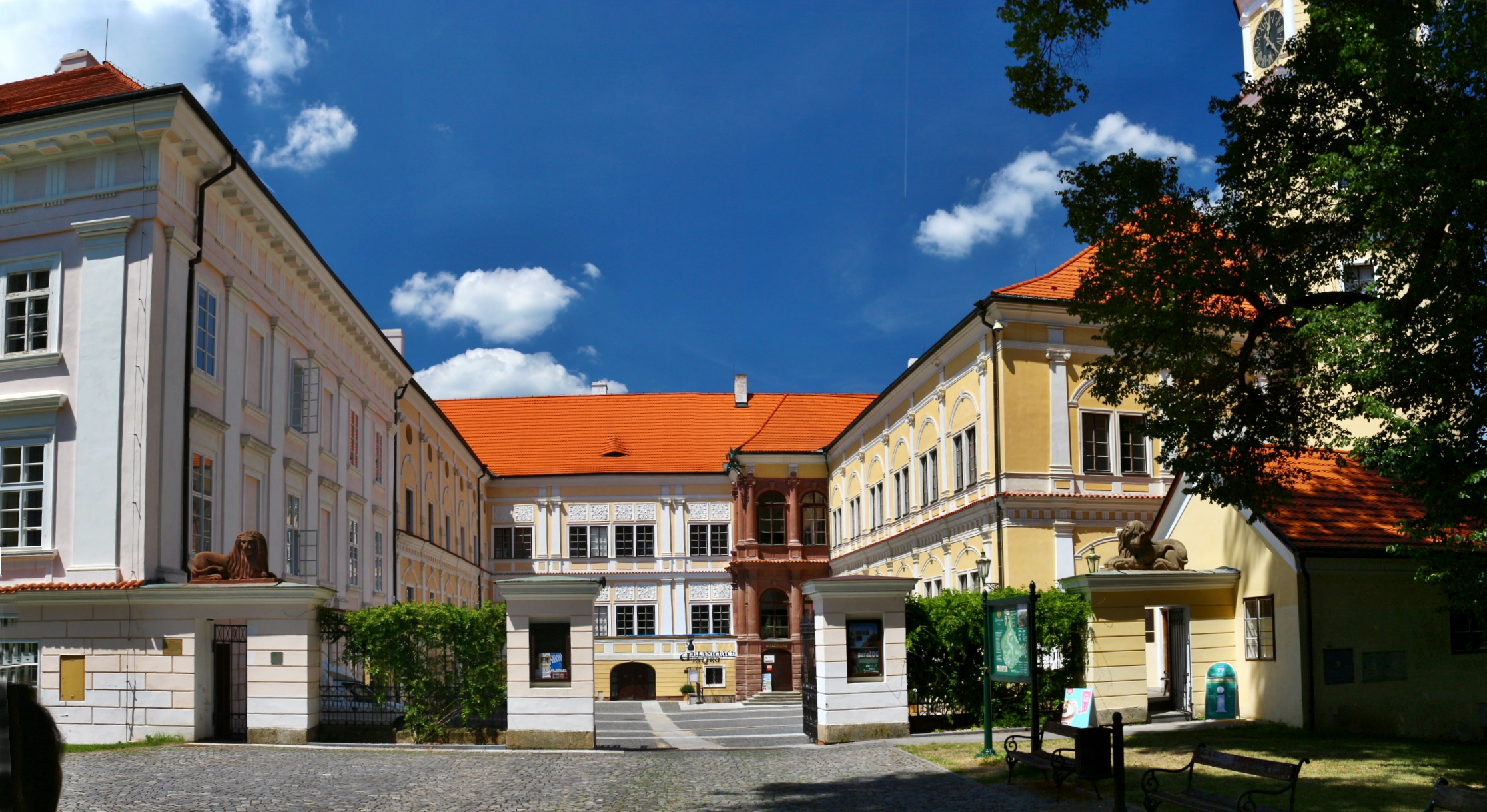
Nádvoří zámku
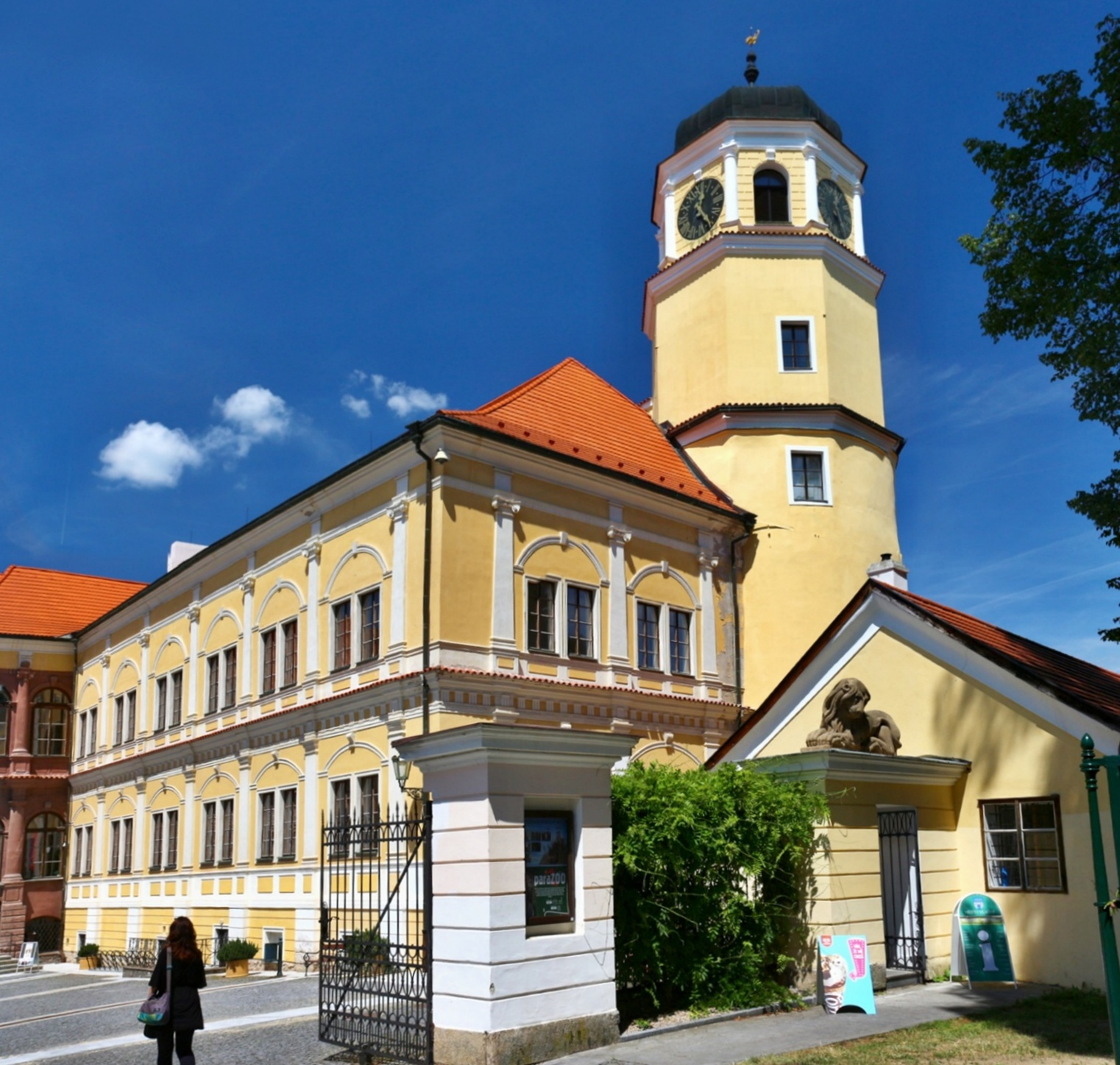
Severní křídlo zámku s věží
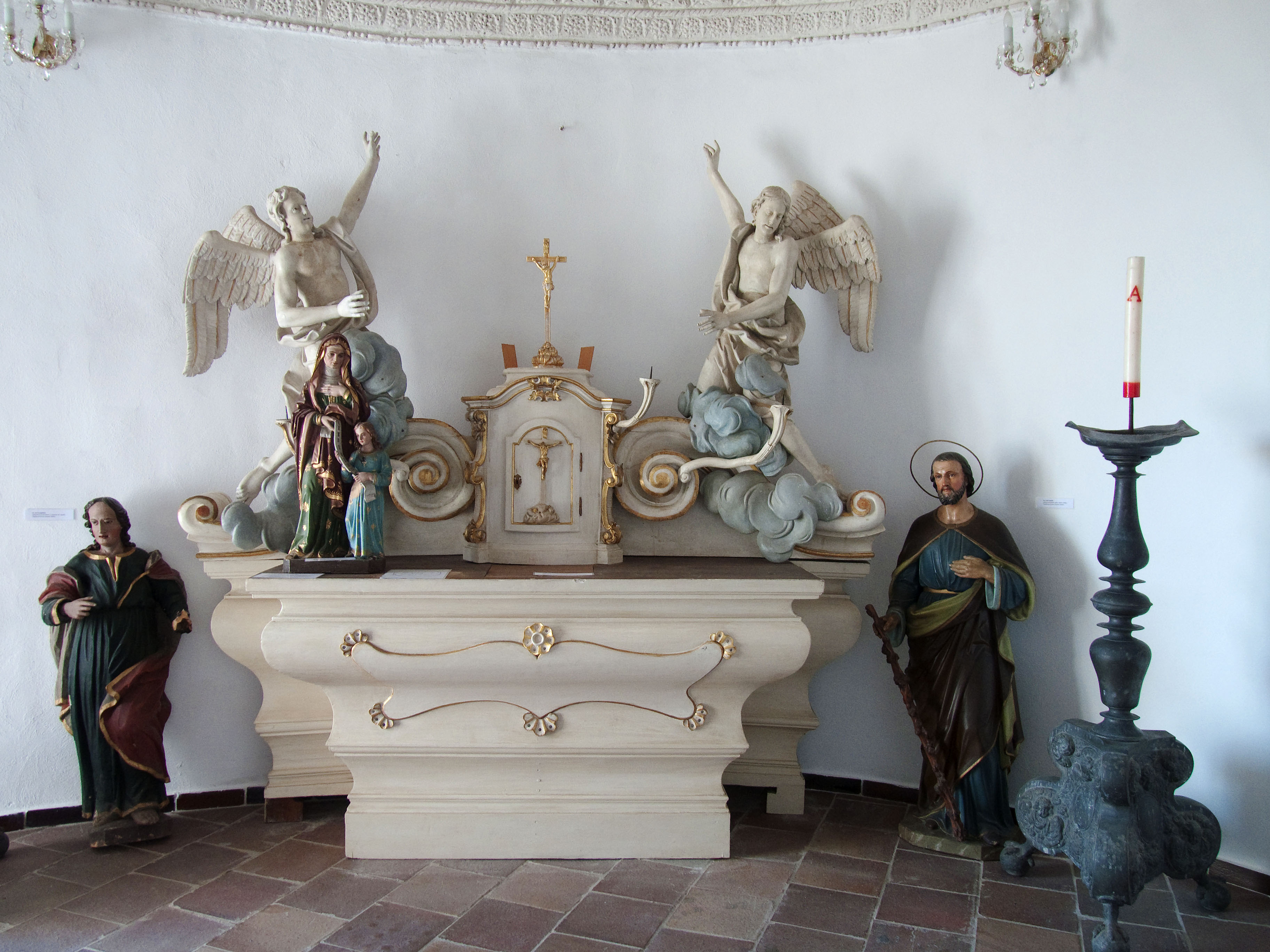
Torzo oltáře zámecké kaple